# Fontein van het Cantonspark
De Fontein van het Cantonspark is een rijksmonument in het Cantonspark te Baarn. 
De fontein in de vorm van een waterval staat langs een pad aan de westzijde van de colonnade in het Cantonspark. De hardstenen waterval werd in 1750 gemaakt voor de buitenplaats Oud-Rozenburg te Diemermeer. 
In 1915 werd het als monumentaal tuinsieraad aangekocht door August Janssen die het een plek gaf in zijn Wintertuin. De aansluiting voor de waterleiding is nog zichtbaar aan de achterzijde. De bijna twee meter hoge waterval bestaat uit een rechthoekig onderstuk met twee waterbakken. 